# Балка Лісова
Балка Лісова (рос. Великий Яр; б. Лесная) — балка (річка) в Україні у Біловодському районі Луганської області. Права притока річки Деркулу (басейн Азовського моря).

## Опис
Довжина балки приблизно 9,37 км, найкоротша відстань між витоком і гирлом — 8,00  км, коефіцієнт звивистості річки — 1,17 . Формується багатьма балками та загатами. На деякій ділянці балка пересихає.

## Розташування
Бере початок на північній стороні від селища Розквіт. Тече переважно на північний схід і у селі Городище впадає у річку Деркул, ліву притоку Сіверського Дінця.

## Цікаві факти
- Біля гирла балки на східній стороні на відстані приблизно 799,83 м у селі Городище пролягає автошлях Т 1314[3] (автомобільний шлях територіального значення в Луганській області. Проходить територією Марківського, Біловодського та Станично-Луганського районів через Просяне (пункт контролю) — Марківку — Біловодськ — Широкий. Загальна довжина — 93,8 км.).
- У минулому столітті на балці у селі Городище існували 1 газгольдер та 1 газова свердловина[2].